# Мезар, Жак
Жак Меза́р (фр. Jacques Mézard; род. 3 декабря 1947) — французский политический и государственный деятель, министр сельского хозяйства и продовольствия (2017 год).

## Биография
Окончил парижский университет Пантеон-Ассас, получив диплом по частному праву и вступив затем в парижскую коллегию адвокатов.
В 1983 году избран в муниципальный совет Орийака, с 1983 по 1992 год был заместителем мэра Орийака, отвечая за развитие города и жилищное хозяйство. С марта 1994 по декабрь 2008 года — депутат генерального совета департамента Канталь от кантона Канталь Норд.
С 2001 года — председатель сообщества агломерации бассейна Орийак.
С 2008 года — сенатор Франции от департамента Канталь.
С 2011 года — председатель фракции ЕДСО в Сенате.
В Сенате занимал должность заместителя председателя Комиссии по местному самоуправлению во Франции (Collectivité territoriale en France) и в силу своих обязанностей соприкасался с проблемами сельского хозяйства.
Кроме того, Мезар состоял в комиссии Сената по законодательству, вырабатывающей меры обеспечения независимости суда и гражданских свобод. Поддерживал проведение через Сенат закона HADOPI, защищающего авторские права в Интернете.
17 мая 2017 года получил портфель министра сельского хозяйства и продовольствия в правительстве Эдуара Филиппа.
С 21 июня 2017 года — министр развития территорий во втором правительстве Филиппа.
16 октября 2018 года в результате серии перестановок во втором правительстве Филиппа портфель министра развития территорий перешёл к Жаклин Гуро, а Мезар был исключён из кабинета.
13 февраля 2019 года президент Макрон объявил о назначении Мезара членом Конституционного совета Франции с 12 марта 2019 года.

## Семья
Жак Мезар — сын Жана Мезара, мэра Орийака, депутата генерального совета департамента Канталь от кантона Орийак и сенатора Франции от департамента Канталь в 1970-е годы.
Сын Жака Мезара, Максимильен, в прошлом был парламентским помощником лидера Радикальной левой партии Жана-Мишеля Байле как сенатора, а также работал в аппарате его как министра территориального развития, сельских районов и местных органов власти.

## Награды
Указом президента Франции от 10 ноября 1997 года Мезар награждён степенью кавалера ордена «За заслуги».